# Vladimir Kozlov (bobsleigh)
Pour les articles homonymes, voir Vladimir Kozlov.
Vladimir Evguenievitch Kozlov  (russe : Владимир Евгеньевич Козлов), né le 7 mars 1958 à Dymytrov (RSS d'Ukraine), est un bobeur soviétique.

## Carrière
Vladimir Kozlov participe aux Jeux olympiques de 1988 à Calgary. Il est sacré champion olympique en bob à deux avec Jānis Ķipurs et remporte la médaille de bronze en bob à quatre avec Jānis Ķipurs, Guntis Osis et Juris Tone.

## Palmarès

### Jeux Olympiques
- : médaillé d'or en bob à deux aux Jeux olympiques d'hiver de 1988 à Calgary  Canada.
- : médaillé de bronze en bob à quatre aux Jeux olympiques d'hiver de 1988 à Calgary  Canada.